# Olla (contenitore)

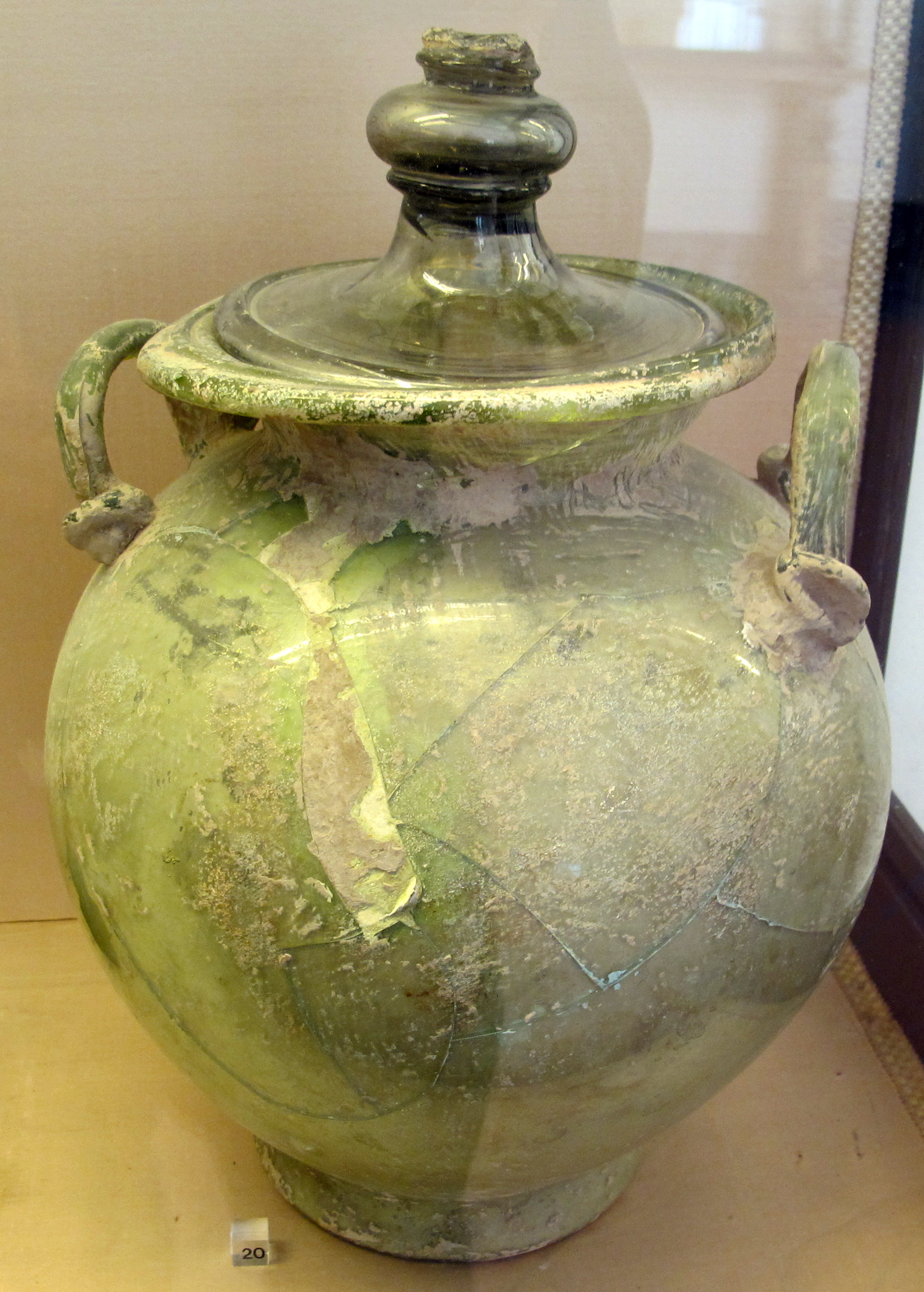
Olla in vetro, da Pompei (Museo archeologico nazionale di Napoli)

L'olla è un contenitore utilizzato in epoca pre-romana e romana. A forma di vaso panciuto e muniti di un coperchio, erano usati in ambito culinario per conservare i cibi o per preparare delle pietanze ma, per due secoli, furono utilizzati anche come urne funerarie. Le olle erano fabbricate in diversi tipi di materiali.

## Uso funerario
Tra il I secolo a.C. e il I secolo d.C. le olle erano utilizzate per conservare le ceneri di un defunto. In tali casi, le olle riportavano sul coperchio o sulla pancia il nome della persona deceduta.